# Abelardo Carranza Strasburger
Abelardo Carranza Strasburger (Ocampo, Coahuila; 30 de noviembre de 1896 - Xambau, Oaxaca; 11 de enero de 1915) fue un militar mexicano que participó en la Revolución mexicana.  
Fue el sexto hijo de Jesús Carranza Garza y de Florencia Strasburger. Por méritos en campaña, llegó a Teniente del Estado Mayor de su padre. Murió fusilado junto a su padre en la ranchería de Xamboan en Oaxaca por Alfonso Santibáñez el 11 de enero en 1915 mientras acataba órdenes de su tío Venustiano Carranza de hacer respetar los Tratados de Teoloyucan ante el inminente triunfo revolucionario contra las tropas huertistas. Fue sepultado en la Rotonda de los Coahuilenses Ilustres del Panteón de Santiago de Saltillo. 